# Agabus punctatus
Agabus punctatus es una especie de escarabajo del género Agabus, familia Dytiscidae. Fue descrita científicamente por F. E. Melsheimer en 1844.

## Distribución geográfica
Habita en América del Norte.